# Tadeusz Dyzmański
Tadeusz Dyzmański ps. Przemysław, Sędzia (ur. 1 marca 1905 w Warszawie. zm. pomiędzy 23 a 29 marca 1943 w Lublinie) – polski prawnik, członek ruchu oporu podczas II wojny światowej.

## Życiorys
We wrześniu 1928 roku został aplikantem Sądu Apelacyjnego w Warszawie. W okresie przedwojennym był sędzią warszawskiego Sądu Okręgowego. Podczas wojny pełnił funkcję prokuratora Wojskowego Sądu Specjalnego Komendy Głównej Armii Krajowej. Był oskarżycielem m.in. w procesie Igo Syma. Aresztowany w dniu 1 grudnia 1942 roku, trafił do obozu koncentracyjnego na Majdanku, gdzie zmarł pomiędzy 23 a 29 marca 1943 roku. Jego symboliczny grób znajduje się na cmentarzu powązkowskim w Warszawie (kwatera 156-3-28).